# Рибарруи
Рибарруи́ (фр. Ribarrouy) — коммуна во Франции, находится в регионе Аквитания. Департамент — Атлантические Пиренеи. Входит в состав кантона Тер-де-Люи и Кото-дю-Вик-Бий. Округ коммуны — По.
Код INSEE коммуны — 64464.

## География

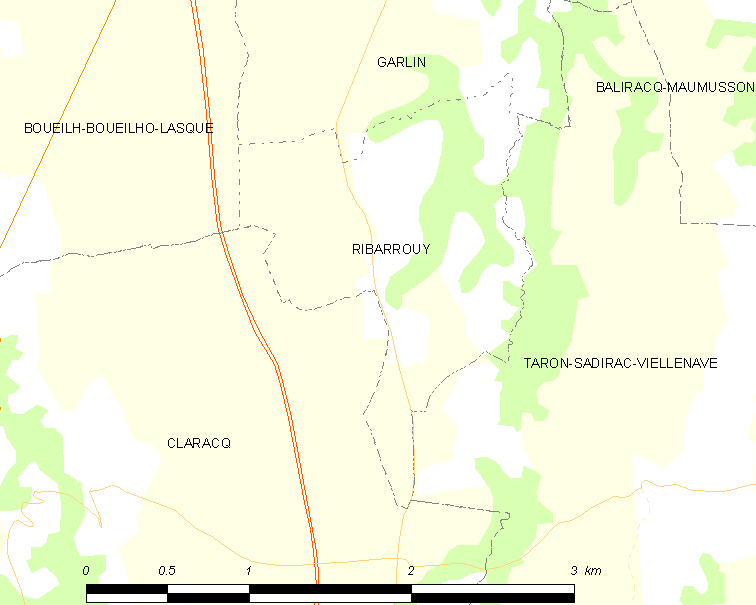
Карта коммуны

Коммуна расположена приблизительно в 630 км к югу от Парижа, в 150 км южнее Бордо, в 26 км к северу от По.

### Климат
Климат тёплый океанический. Зима мягкая, средняя температура января — от +5°С до +13°С, температуры ниже −10 °C бывают редко. Снег выпадает около 15 дней в году с ноября по апрель. Максимальная температура летом порядка 20-30 °C, выше 35 °C бывает очень редко. Количество осадков высокое, порядка 1100 мм в год. Характерна безветренная погода, сильные ветры очень редки.

## Население
Население коммуны на 2010 год составляло 80 человек.
| 1962 | 1968 | 1975 | 1982 | 1990 | 1999 | 2010 |
| ---- | ---- | ---- | ---- | ---- | ---- | ---- |
| 70   | 76   | 68   | 69   | 78   | 78   | 80   |

## Администрация
| Период | Период | Фамилия         | Партия | Примечания |
| ------ | ------ | --------------- | ------ | ---------- |
| 1995   | 2001   | Марсель Барада  |        |            |
| 2001   | 2008   | Жан-Пьер Мондей |        |            |
| 2008   | 2020   | Бернар Жонвиль  |        |            |

## Экономика
В 2010 году среди 49 человек трудоспособного возраста (15-64 лет) 43 были экономически активными, 6 — неактивными (показатель активности — 87,8 %, в 1999 году было 71,1 %). Из 43 активных жителей работали 40 человек (21 мужчина и 19 женщин), безработных было 3 (1 мужчина и 2 женщины). Среди 6 неактивных 3 человека были учениками или студентами, 3 — пенсионерами, 0 были неактивными по другим причинам.

## Достопримечательности
- Церковь Св. Германа Осерского (XII век)

## Фотогалерея

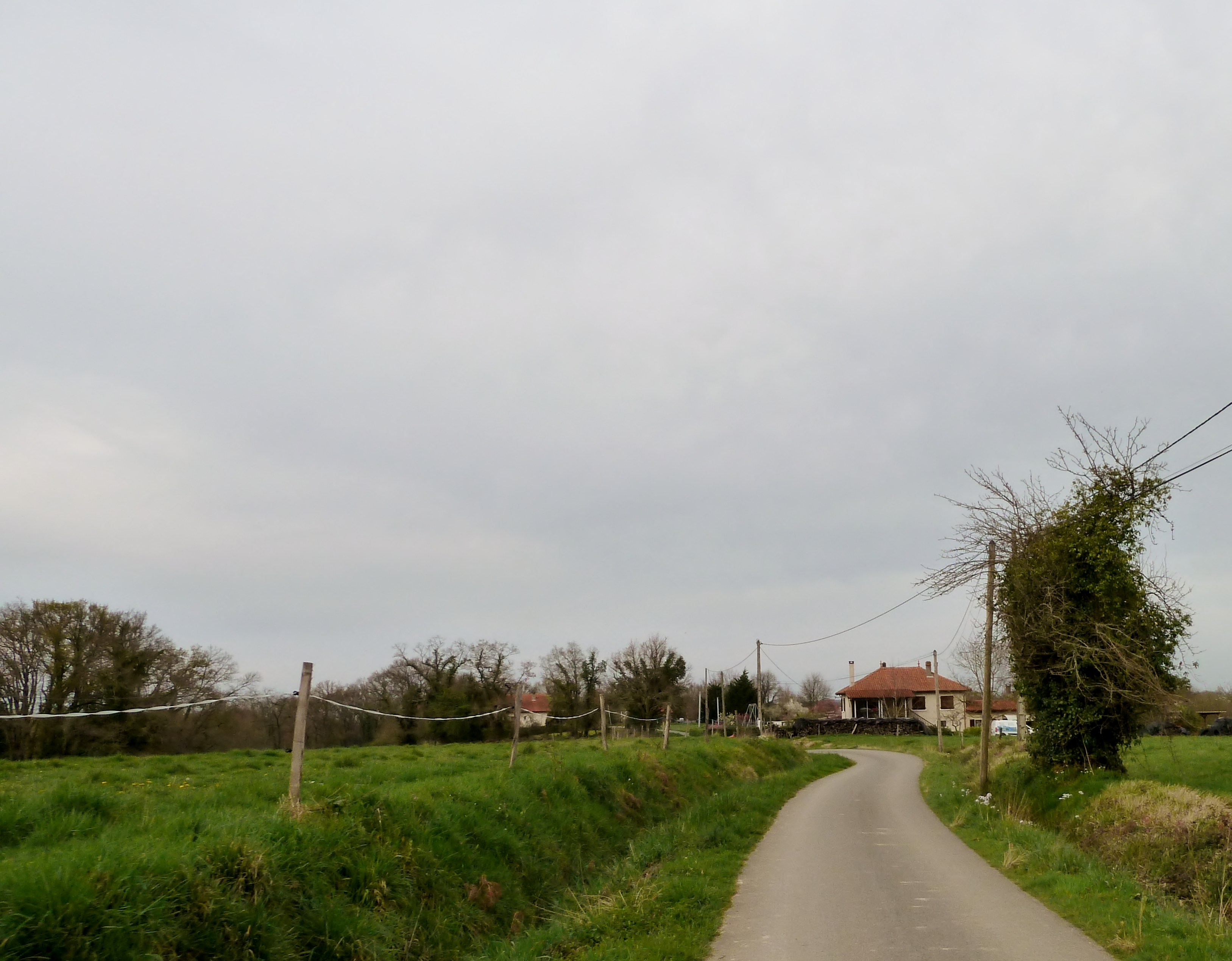
Рибарруи
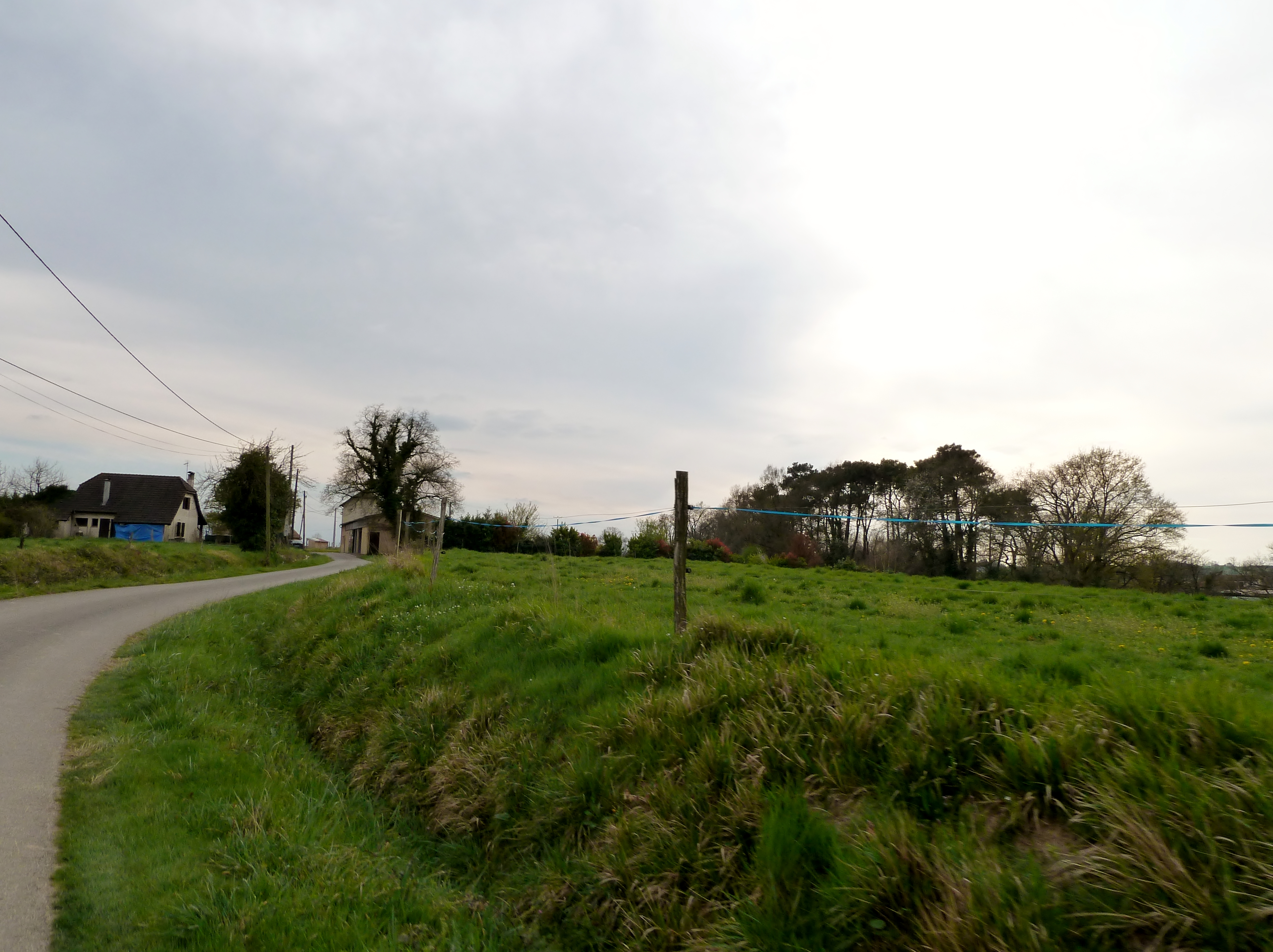
Рибарруи
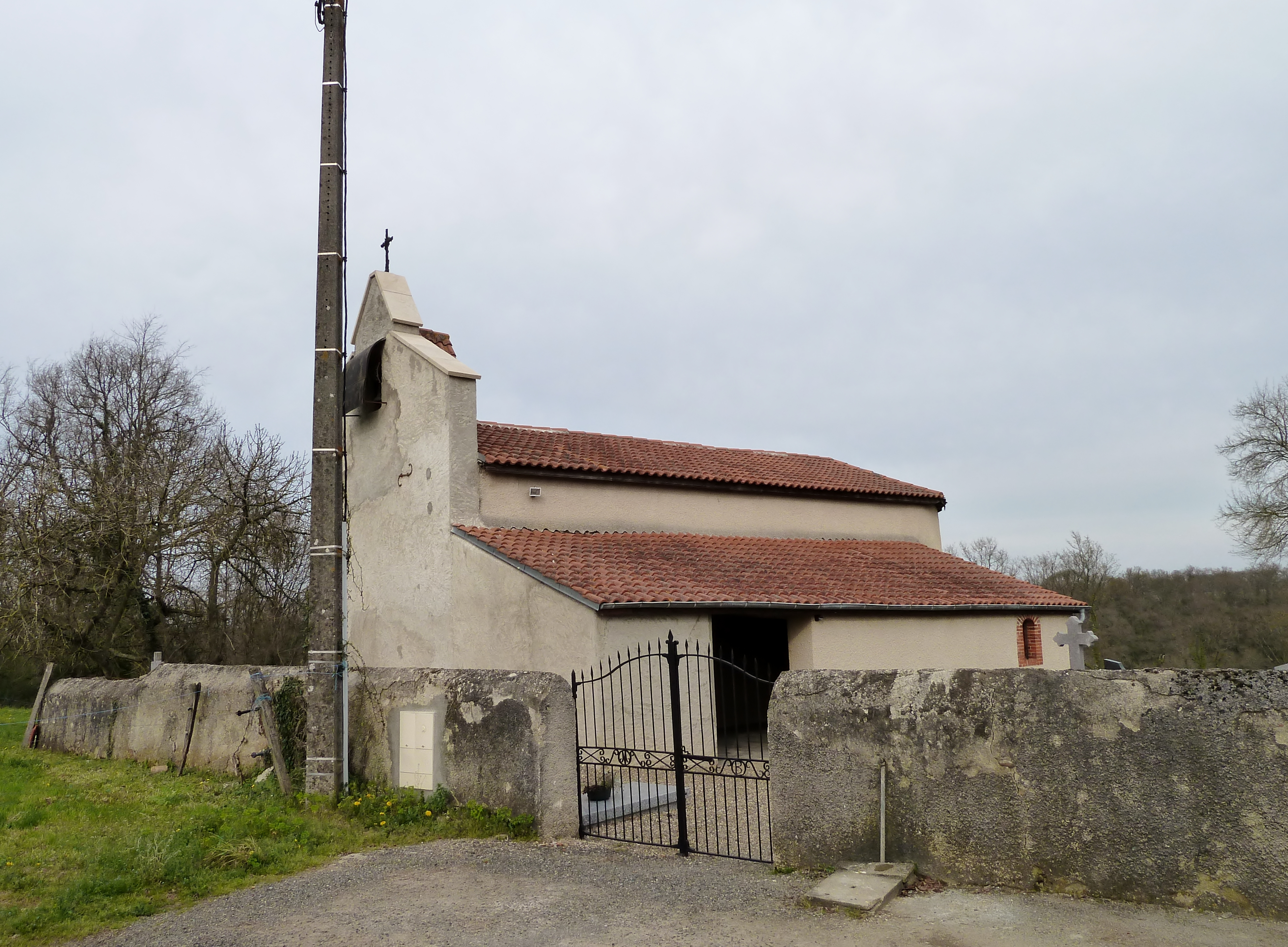
Церковь Св. Германа